# Рогатка (Самарская область)
Рога́тка — посёлок в Сергиевском районе Самарской области России. Входит в состав сельского поселения Сергиевск.

## География
Посёлок находится в северо-восточной части Самарской области, в пределах Высокого Заволжья, в лесостепной зоне, в правобережной части долины реки Сок, на расстоянии примерно 3 км (по прямой) к северо-востоку от села Сергиевск, административного центра района. Абсолютная высота — 60 м над уровнем моря.
Климат
Климат характеризуется как умеренно континентальный, с холодной малоснежной зимой и жарким сухим летом. Среднегодовая температура воздуха — 4 °С. Средняя температура воздуха самого тёплого месяца (июля) — 26,3 °C (абсолютный максимум — 39 °C); самого холодного (января) — −12,8 °C (абсолютный минимум — −48 °C). Снежный покров держится в течение 150 дней.
Часовой пояс
Посёлок Рогатка, как и вся Самарская область, находится в часовой зоне МСК+1. Смещение применяемого времени относительно UTC составляет +4:00.

## Население
| 2008 | 2010 |
| ---- | ---- |
| 0    | →0   |